# Biatas
Biatas is een geslacht van zangvogels uit de familie Thamnophilidae (miervogels). Het geslacht telt één soort:
- Biatas nigropectus  –  Witbaardmierklauwier